# ألكو (آيت ميلك)
ألكو هو دُوَّار يقع بجماعة آيت ميلك، إقليم شتوكة آيت باها، جهة سوس ماسة في المملكة المغربية. ينتمي الدوّار لمشيخة آيت ميلك التي تضم 33 دوار. يقدر عدد سكانه بـ 83 نسمة حسب الإحصاء الرسمي للسكان والسكنى لسنة 2004.

## روابط خارجية
- البوابة الوطنية للجماعات الترابية
- المندوبية السامية للتخطيط